# Synchiropus grandoculis
Synchiropus grandoculis là một loài cá biển thuộc chi Cá đàn lia gai trong họ Cá đàn lia. Loài này được mô tả lần đầu tiên vào năm 2000.

## Phân bố và môi trường sống
S. grandoculis có phạm vi phân bố ở Tây Nam Thái Bình Dương. Loài này chỉ được ghi nhận ở ngoài khơi Broome, bang Tây Úc và phía nam bãi cạn Rowley. S. grandoculis sống trên đáy cát, được tìm thấy ở độ sâu khoảng từ 350 đến 420 m.

## Mô tả
Chiều dài tối đa được ghi nhận ở S. grandoculis là khoảng 13,5 cm. Chúng là loài dị hình giới tính, nhưng không có nhiều khác biệt ngoài việc vây lưng cá đực cao hơn của cá mái, và đuôi cá đực cũng dài hơn của cá mái. Mẫu vật của cá đực khi còn tươi có đầu và thân màu trắng nhạt. Một dải màu vàng xung quanh khu vực ổ mắt; hai đốm màu vàng ở trên mõm. Hai bên cơ thể có một sọc ngang màu vàng, và một số đốm vàng bên dưới sọc đó. Vây lưng đầu tiên có gai trắng và màng vây màu vàng cam. Vây lưng thứ hai màu hồng cam với 4 vạch xiên màu trắng. Vây hậu môn có các tia màu trắng; màng vây đỏ. Vây đuôi có rìa dưới màu đỏ với các sọc màu vàng thẳng đứng, và các đốm trắng ở trung tâm. Vây bụng màu trắng, có đốm vàng. Vây ngực trong suốt. Mẫu vật của các tiêu bản (đã ngâm trong rượu) có duy nhất màu trắng trơn. Mắt màu xám đen. Chóp đuôi màu đen.
Số gai ở vây lưng: 4; Số tia vây mềm ở vây lưng: 8; Số gai ở vây hậu môn: 0; Số tia vây mềm ở vây hậu môn: 8; Số tia vây mềm ở vây ngực: 19 - 20; Số gai ở vây bụng: 1; Số tia vây mềm ở vây bụng: 5.